# Semidalis xerophila
Semidalis xerophila is een insect uit de familie van de dwerggaasvliegen (Coniopterygidae), die tot de orde netvleugeligen (Neuroptera) behoort. 
De wetenschappelijke naam Semidalis xerophila is voor het eerst geldig gepubliceerd door Meinander in 1990.